# Mystery Lake
Mystery Lake est un district d'administration locale (local government district en anglais) dans le Nord du Manitoba au Canada. Il enclave la ville de Thompson, mais la majorité de son territoire se situe au sud-ouest et au sud de la ville. Il est nommé d'après le lac Mystery situé dans la portion nord-est du district au nord-est de Thompson. Il comprend la communauté de Moak Lake.

## Démographie
Selon le recensement de 2011 de Statistique Canada, Mystery Lake a une population de 10 habitants vivant dans trois résidences. En 2006, le district était inhabité.
| 2001 | 2006 | 2011 | 2016 |
| ---- | ---- | ---- | ---- |
| 5    | 147  | 10   | 0    |

## Géographie
Le district d'administration locale de Mystery Lake couvre une superficie de 3 464 km2. Il enclave la ville de Thompson, mais la majorité de son territoire est situé au sud-ouest et au sud de la ville.

## Annexe